# 파우 토레스
파우 프란시스코 토레스(스페인어: Pau Francisco Torres, 1997년 1월 16일 ~ )는 스페인의 축구 선수로 포지션은 센터백이며, 현재 프리미어리그의 애스턴 빌라 소속이다.

## 기록

### 대회
비야레알 CF (2017~2023)
- UEFA 유로파리그 : 2020-21
- UEFA 슈퍼컵 준우승 : 2021